# سام شندي (نحات مصري)
سام شندي هو فنان ونحات مصري-بريطاني يستخدم المواد الصناعية المعاصرة، والفولاذ، والفولاذ المقاوم للصدأ، والألمنيوم، والألياف الزجاجية لابتكار أعماله التصويرية. يعيش سام ويعمل في شمال يوركشاير.

## النشأة
وُلد سام شندي عام 1975 على ضفاف دلتا النيل في بلدة صغيرة تسمى دكرنس . وتخرج من جامعة حلوان للفنون الجميلة في القاهرة عام 1997 بمرتبة الشرف في النحت والعمارة. وحصل على جائزة محمود مختار للنحت في عام 1996. وانتقل شندي إلى بريطانيا عام 2000 وأصبح عضوًا في الجمعية الملكية البريطانية للنحاتين في عام 2014.

## أعماله

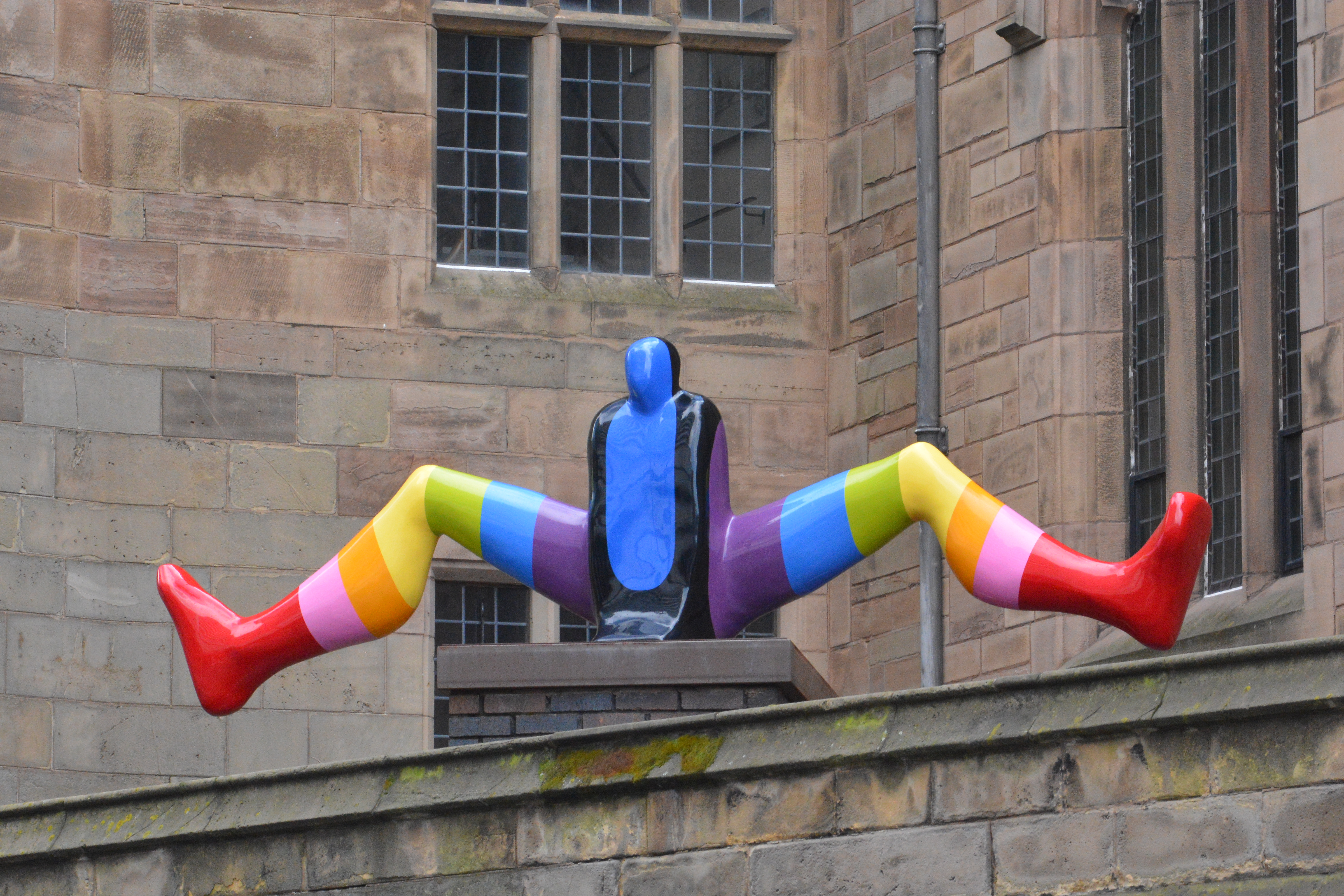
منحوتة Split Decision انفصام الهوية، أنشأها سام شندي في ليفربول في فبراير 2020.

بدأ شندي أعماله المبكرة باستخدام البرونز والفولاذ المقاوم للصدأ للتعبير عن مفاهيم التوازن والفرح والرضا. صنع شندي أشكاله الحديثة شبه المجردة بألوان منحنية غنية مع إحساس غريب بالمرح. وعلى الرغم من تمتعها بالدقة العالية في الإنتاج الميكانيكي، إلا أنه صنعها يدويًا باستخدام مواد صناعية ومعاصرة مثل دهان السيارات وطلاء الرش، والصنفرة اليدوية. تأتي بعض الشخصيات البشرية بشكل فضفاض، والبعض الآخر على هيئة حيوان أو طائر هجين مستوحى من الفن والهندسة المعمارية لخلفيته المصرية.

## الجوائز
- جائزة First @ 108 Public Art من الجمعية الملكية البريطانية للنحاتين (2013)
- جائزة محمود مختار للنحت (1996).
- جائزة بطولة ليفربول للنحت عام 2019 [1]

## المعارض
- مواسم ، بمعرض غراهام للفنون الجميلة، جوهانسبرغ (2017)
- الأم والطفل، سيفيك، بارنسلي (2016-2017)
- الجسد والروح، ميونيخ، ألمانيا (2015)
- معرض جماعي بلندن (2015)
- الإنسان الوحيد، متحف ومعرض كارترايت ، برادفورد (2014-2015)
- First @ 108 بالجمعية الملكية البريطانية للنحاتين، لندن (2014)
- المعرض الدولي للفن المعاصر، أمستردام (2012)
- الفن في العقل، معرض جماعي، لندن (2011)

## الفن العام
- الفن في الحديقة، ليستر بارك، برادفورد (2014-2015)
- النحت العام للأظافر، سيلسدن، غرب يوركشاير (2011)
- عين الله في كنيسة كرافن المعمدانية للاحتفال بمرور 300 عام على انشائها، ساتون إن كرافن، شمال يوركشاير (2011)
- انفصام الشخصية، الفائز في بطولة ليفربول عام 2019 [1]

## سوق الفن
يمثل شندي معرض غراهام للفنون الجميلة في جوهانسبرغ. جمع أعمال شندي هواة جمع الأعمال الفنية والمنظمات في جنوب إفريقيا وبنما وتايوان وألمانيا والمملكة المتحدة والولايات المتحدة.

## الصور
- "السندان" و "المضي قدمًا" ، جزء من مجموعة "الإنسان الوحيد".